# Список министров внутренних дел Египта
| Министры внутренних дел Египта |         |                                |                                            |                       |                       |
| Порядок                        | Портрет | Имя                            | Должность, звание                          | Назначение            | Отставка              |
| 1.                             |         | Мустафа Рийяд-паша             |                                            | 28 августа 1878 года  | 7 апреля 1879 года    |
| 2.                             |         | Мухаммед Шариф-паша            |                                            | 7 апреля 1879 года    | 18 августа 1879 года  |
| 3.                             |         | Мансур-паша                    |                                            | 18 августа 1879 года  | 21 сентября 1879 года |
| 4.                             |         | Мустафа Рийяд-паша             |                                            | 21 сентября 1879 года | 10 сентября 1881 года |
| 5.                             |         | Мухаммед Шариф-паша            |                                            | 14 сентября 1881 года | 4 февраля 1882 года   |
| 6.                             |         | Махмуд Сами-паша               |                                            | 4 февраля 1882 года   | 17 июня 1882 года     |
| 7.                             |         | Ахмед Рашед-паша               |                                            | 18 июня 1882 года     | 21 августа 1882 года  |
| 8.                             |         | Мустафа Рийяд-паша             |                                            | 21 августа 1882 года  | 10 декабря 1882 года  |
| 9.                             |         | Исмаил Айюб-паша               |                                            | 10 декабря 1882 года  | 23 мая 1883 года      |
| 10.                            |         | Ахмед Хаири-паша               |                                            | 23 мая 1883 года      | 10 января 1884 года   |
| 11.                            |         | Мухаммед Тхабет-паша           |                                            | 10 января 1884 года   | 10 марта 1884 года    |
| 12.                            |         | Нубар-паша                     |                                            | 10 марта 1884 года    | 27 марта 1884 года    |
| 13.                            |         | Адб аль-Кадер Хильми-паша      |                                            | 27 марта 1884 года    | 10 марта 1887 года    |
| 14.                            |         | Мустафа Фахми-паша             |                                            | 10 марта 1887 года    | 9 июня 1888 года      |
| 15.                            |         | Мустафа Рийяд-паша             |                                            | 11 июня 1878 года     | 12 мая 1891 года      |
| 16.                            |         | Мустафа Фахми-паша             |                                            | 14 мая 1891 года      | 15 января 1893 года   |
| 17.                            |         | Хуссейн Фахри-паша             |                                            | 15 января 1893 года   | 18 января 1893 года   |
| 18.                            |         | Мустафа Рийяд-паша             |                                            | 19 января 1893 года   | 15 апреля 1894 года   |
| 19.                            |         | Нубар-паша                     |                                            | 16 апреля 1894 года   | 12 ноября 1895 года   |
| 20.                            |         | Мустафа Фахми-паша             |                                            | 12 ноября 1895 года   | 11 ноября 1908 года   |
| 21.                            |         | Бутрос Гали-паша               |                                            | 3 июля 1906 года      | 20 июня 1907 года     |
| 22.                            |         | Мустафа Фахми-паша             |                                            | 20 июня 1907 года     | 11 ноября 1908 года   |
| 23.                            |         | Мухаммед Сайед-бек             |                                            | 12 ноября 1908 года   | 5 апреля 1914 года    |
| 24.                            |         | Хусейн Рушди-паша              |                                            | 5 апреля 1914 года    | 9 апреля 1919 года    |
| 25.                            |         | Адли Якан-паша                 |                                            | 9 апреля 1919 года    | 22 апреля 1919 года   |
| 26.                            |         | Мухаммед Сайед-бек             |                                            | 22 мая 1919 года      | 20 ноября 1919 года   |
| 27.                            |         | Мухаммед Тауфик Назим-паша     |                                            | 21 ноября 1919 года   | 16 марта 1921 года    |
| 28.                            |         | Абд аль-Халек Сарват-паша      |                                            | 17 марта 1921 года    | 24 декабря 1921 года  |
| 28.                            |         | Абд аль-Халек Сарват-паша      |                                            | 1 марта 1922 года     | 29 ноября 1922 года   |
| 29.                            |         | Мухаммед Тауфик Назим-паша     |                                            | 30 ноября 1922 года   | 19 февраля 1923 года  |
| 30.                            |         | Яхъя Ибрагим-паша              |                                            | 16 марта 1923 года    | 27 января 1924 года   |
| 31.                            |         | Саад Заглул-паша               |                                            | 28 января 1924 года   | 24 октября 1924 года  |
| 32.                            |         | Мухаммед Фаттхалла Баркат-паша |                                            | 25 октября 1924 года  | 24 ноября 1924 года   |
| 33.                            |         | Ахмед Зивар-паша               |                                            | 24 ноября 1924 года   | 9 декабря 1924 года   |
| 34.                            |         | Исмаил Сидки-паша              |                                            | 9 декабря 1924 года   | 12 сентября 1925 года |
| 35.                            |         | Мухаммед Хелми Исса-паша       |                                            | 12 сентября 1925 года | 30 ноября 1925 года   |
| 36.                            |         | Ахмед Зивар-паша               |                                            | 30 ноября 1925 года   | 7 июня 1926 года      |
| 37.                            |         | Адли Якан-паша                 |                                            | 7 июня 1926 года      | 21 апреля 1927 года   |
| 38.                            |         | Абд аль-Халек Сарват-паша      |                                            | 26 апреля 1927 года   | 16 марта 1928 года    |
| 39.                            |         | Мустафа Наххас-паша            |                                            | 17 марта 1928 года    | 25 июня 1928 года     |
| 40.                            |         | Мухаммед Махмуд-паша           |                                            | 27 июня 1928 года     | 2 октября 1929 года   |
| 41.                            |         | Адли Якан-паша                 |                                            | 4 октября 1929 года   | 1 января 1930 года    |
| 42.                            |         | Мустафа Наххас-паша            |                                            | 1 января 1930 года    | 19 июня 1930 года     |
| 43.                            |         | Исмаил Сидки-паша              |                                            | 20 июня 1930 года     | 13 марта 1933 года    |
| 44.                            |         | Махмуд Фахми аль-Кейси-паша    |                                            | 13 марта 1933 года    | 14 ноября 1934 года   |
| 45.                            |         | Мухаммед Тауфик Назим-паша     |                                            | 15 ноября 1934 года   | 30 января 1936 года   |
| 46.                            |         | Али Махир-паша                 |                                            | 30 января 1936 года   | 6 мая 1936 года       |
| 47.                            |         | Мустафа Наххас-паша            |                                            | 10 мая 1936 года      | 30 декабря 1937 года  |
| 48.                            |         | Мухаммед Махмуд-паша           |                                            | 30 декабря 1937 года  | 18 мая 1938 года      |
| 49.                            |         | Махмуд Фахми Нукраши-паша      |                                            | 24 июня 1938 года     | 18 августа 1939 года  |
| 50.                            |         | Али Махир-паша                 |                                            | 18 августа 1939 года  | 27 июня 1940 года     |
| 51.                            |         | Махмуд Фахми Нукраши-паша      |                                            | 28 июня 1940 года     | 2 сентября 1940 года  |
| 52.                            |         | Хасан Сабри-паша               |                                            | 2 сентября 1940 года  | 14 ноября 1940 года   |
| 53.                            |         | Махмуд Фахми аль-Кейси-паша    |                                            | 14 ноября 1940 года   | 15 ноября 1940 года   |
| 54.                            |         | Хуссейн Серри-паша             |                                            | 15 ноября 1940 года   | 2 февраля 1942 года   |
| 55.                            |         | Мустафа Наххас-паша            |                                            | 6 февраля 1942 года   | 8 октября 1944 года   |
| 56.                            |         | Ахмад Махир-паша               |                                            | 8 октября 1944 года   | 24 февраля 1945 года  |
| 57.                            |         | Махмуд Фахми Нукраши-паша      |                                            | 24 февраля 1945 года  | 15 февраля 1946 года  |
| 58.                            |         | Исмаил Сидки-паша              |                                            | 17 февраля 1946 года  | 9 декабря 1946 года   |
| 59.                            |         | Махмуд Фахми Нукраши-паша      |                                            | 9 декабря 1946 года   | 28 декабря 1948 года  |
| 60.                            |         | Ибрагим Абд эль-Хади-паша      |                                            | 12 декабря 1948 года  | 25 июля 1949 года     |
| 61.                            |         | Хуссейн Серри-паша             |                                            | 26 июля 1949 года     | 12 января 1950 года   |
| 62.                            |         | Мухаммед Фуад Сираг эд-Дин     |                                            | 12 января 1950 года   | 27 января 1952 года   |
| 63.                            |         | Ахмед Мортада эль-Мораги       |                                            | 27 января 1952 года   | 2 июля 1952 года      |
| 64.                            |         | Мухаммед Хашем-паша            |                                            | 2 июля 1952 года      | 22 июля 1952 года     |
| 65.                            |         | Ахмед Муртада аль-Мораги       |                                            | 22 июля 1952 года     | 24 июля 1952 года     |
| 66.                            |         | Али Махир-паша                 | премьер-министр Египта                     | 24 июля 1952 года     | 7 сентября 1952 года  |
| 67.                            |         | Сулейман Хафез                 |                                            | 7 сентября 1952 года  | 17 июня 1953 года     |
| 68.                            |         | Гамаль Абдель Насер            | подполковник, заместитель премьер-министра | 17 июня 1953 года     | 5 октября 1953 года   |
| 69.                            |         | Закария Мохи эд-Дин            | подполковник                               | 5 октября 1953 года   | 15 августа 1961 года  |
| 70.                            |         | Аббас Радван                   |                                            | 15 августа 1961 года  | 18 октября 1961 года  |
| 71.                            |         | Закария Мохи эд-Дин            | подполковник                               | 18 октября 1961 года  | 28 сентября 1962 года |
| 72.                            |         | Абд эль-Аззем Фахми            |                                            | 29 сентября 1962 года | 30 сентября 1965 года |
| 73.                            |         | Закария Мохи эд-Дин            | подполковник, премьер-министр Египта       | 1 октября 1965 года   | 9 сентября 1966 года  |
| 74.                            |         | Шаарауи Гомаа                  |                                            | 10 сентября 1966 года | 13 мая 1971 года      |
| 75.                            |         | Мамдух Салем                   | бригадный генерал                          | 14 мая 1971 года      | 15 апреля 1975 года   |
| 76.                            |         | Эль Сайед Фахми                |                                            | 16 апреля 1975 года   | 2 февраля 1977 года   |
| 77.                            |         | Мамдух Салем                   | бригадный генерал, премьер-министр Египта  | 3 февраля 1977 года   | 25 октября 1977 года  |
| 78.                            |         | Мохаммед Набауи Исмаил         |                                            | 26 октября 1977 года  | 2 января 1982 года    |
| 79.                            |         | Хасан Або                      |                                            | 3 января 1982 года    | 16 июля 1984 года     |
| 80.                            |         | Ахмед Рушди                    |                                            | 17 июля 1984 года     | 28 февраля 1986 года  |
| 81.                            |         | Заки Бадр                      |                                            | 28 февраля 1986 года  | 12 января 1990 года   |
| 82.                            |         | Мухаммед Абд эль-Халем Мосса   |                                            | 12 января 1990 года   | 17 апреля 1993 года   |
| 83.                            |         | Хасан Мухаммед эль-Алфи        |                                            | 18 апреля 1993 года   | 18 ноября 1997 года   |
| 84.                            |         | Хабиб эль-Адли                 |                                            | 18 ноября 1997 года   | 31 января 2011 года   |
| 85.                            |         | Махмуд Вагди                   | генерал                                    | 31 января 2011 года   | 6 марта 2011 года     |
| 86.                            |         | Мансур эль-Эссави              | генерал                                    | 6 марта 2011 года     |                       |

В числе руководителей МВД Египта также называются: 
|         |         |                                |                         |                      |                       |
| Порядок | Портрет | Имя                            | Должность, звание       | Назначение           | Отставка              |
| 1.      |         | Ахмед Лотфи аль-Сайед          |                         | 9 декабря 1924 года  | 12 сентября 1925 года |
| 2.      |         | Джафар Вали-паша               |                         | 3 июня 1929 года     | 17 марта 1930 года    |
| 3.      |         | Мухаммед Нагиб аль-Храбли-паша |                         | 18 марта 1930 года   | 29 января 1933 года   |
| 4.      |         | Ахмед Лотфи аль-Сайед          |                         | 20 июня 1930 года    | 13 марта 1933 года    |
| 5.      |         | Ахмед Али-паша                 |                         | 30 января 1933 года  | 12 марта 1933 года    |
| 6.      |         | Мухаммед Фуад Сираг эд-Дин     |                         | 2 июня 1943 года     | 8 октября 1944 года   |
| 7.      |         | Ахмед Лотфи аль-Сайед          |                         | 17 февраля 1946 года | 9 декабря 1946 года   |
| 8.      |         | Мухаммед Ахмед Хашаба-паша     |                         | 29 июня 1947 года    | 27 декабря 1948 года  |
| 9.      |         | Абд аль-Фаттах Хасан-паша      |                         | 1 июля 1951 года     | 26 января 1952 года   |
| 10.     |         | Аббас Радван                   | В Египетском районе ОАР | 7 октября 1958 года  | 17 октября 1961 года  |